# Honduras op de Olympische Zomerspelen 2020
Honduras nam deel aan de Olympische Zomerspelen 2020 in Tokio, Japan.

## Atleten
| sport     | Mannen | Vrouwen | totaal |
| --------- | ------ | ------- | ------ |
| Atletiek  | 1      | 0       | 1      |
| Judo      | 0      | 1       | 1      |
| Taekwondo | 0      | 1       | 1      |
| Voetbal   | 22     | 0       | 22     |
| Zwemmen   | 1      | 1       | 2      |
| totaal    | 24     | 3       | 27     |

## Deelnemers en resultaten

### Atletiek
Mannen
Loopnummers
| atleet     | onderdeel | series | series | kwartfinale | kwartfinale | halve finale | halve finale | finale  | finale |
| atleet     | onderdeel | tijd   | rang   | tijd        | rang        | tijd         | rang         | tijd    | rang   |
| ---------- | --------- | ------ | ------ | ----------- | ----------- | ------------ | ------------ | ------- | ------ |
| Iván Zarco | marathon  | n.v.t. | n.v.t. | n.v.t.      | n.v.t.      | n.v.t.       | n.v.t.       | 2:44.36 | 75     |

### Judo
Mannen
| atleet       | onderdeel | eerste ronde         | tweede ronde         | derde ronde          | kwartfinale          | halve finale         | herkansing           | finale / BM          | finale / BM    |
| atleet       | onderdeel | tegenstander uitslag | tegenstander uitslag | tegenstander uitslag | tegenstander uitslag | tegenstander uitslag | tegenstander uitslag | tegenstander uitslag | rang           |
| ------------ | --------- | -------------------- | -------------------- | -------------------- | -------------------- | -------------------- | -------------------- | -------------------- | -------------- |
| Cergia David | −63 kg    | n.v.t.               | Quadros V W/O *      | niet geplaatst       | niet geplaatst       | niet geplaatst       | niet geplaatst       | niet geplaatst       | niet geplaatst |

- Cergia David kwam niet doorheen de officiële weging en mocht niet deelnemen aan de wedstrijd

### Taekwondo
Vrouwen
| atleet      | onderdeel | eerste ronde         | kwartfinale          | halve finale         | herkansing           | finale / BM          | finale / BM    |
| atleet      | onderdeel | tegenstander uitslag | tegenstander uitslag | tegenstander uitslag | tegenstander uitslag | tegenstander uitslag | rang           |
| ----------- | --------- | -------------------- | -------------------- | -------------------- | -------------------- | -------------------- | -------------- |
| Keyla Ávila | +67 kg    | Zheng V 1 - 20       | niet geplaatst       | niet geplaatst       | niet geplaatst       | niet geplaatst       | niet geplaatst |

### Voetbal
Mannen
| Atleten | Discipline | Resultaat  | Prestatie |
| --- | ---------- | ---------- | --------- |
| Alex Güity Denil Maldonado Wesly Decas Carlos Meléndez Cristopher Meléndez Jonathan Núñez José Alejandro Reyes Edwin Rodríguez Jorge Benguché Rigoberto Rivas Samuel Elvir Michael Perelló Brayan Moya José Pinto Carlos Pineda José García Luis Palma Juan Obregón Jr. Douglas Martínez Jorge Álvarez Elvin Oliva Bryan Ramos | mannen     | groepsfase | zie onder |

| Groep |               |             |             |             |             |            |            |            |        |
| #     | Land          | Wedstrijden | Wedstrijden | Wedstrijden | Wedstrijden | Doelpunten | Doelpunten | Doelpunten | Punten |
| #     | Land          | G           | W           | G           | V           | V          | T          | Saldo      | Punten |
| 1     | Zuid-Korea    | 3           | 2           | 0           | 1           | 10         | 1          | +9         | 6      |
| 2     | Nieuw-Zeeland | 3           | 1           | 1           | 1           | 3          | 3          | 0          | 4      |
| 3     | Roemenië      | 3           | 1           | 1           | 1           | 1          | 4          | -3         | 4      |
| 4     | Honduras      | 3           | 1           | 0           | 2           | 3          | 9          | -6         | 3      |

| Ronde        | Datum          | Lokale tijd    | MEZT           | Land           | Score          | Land           |  |
| ------------ | -------------- | -------------- | -------------- | -------------- | -------------- | -------------- |  |
| groepsfase   |                |                |                |                |                |                |  |
| 22 juli 2021 | 20:00          | 13:00          | Honduras       | 0 - 1          | Roemenië       |                |  |
| 25 juli 2021 | 17:00          | 10:00          | Nieuw-Zeeland  | 2 - 3          | Honduras       |                |  |
| 28 juli 2021 | 17:30          | 10:30          | Zuid-Korea     | 6 - 0          | Honduras       |                |  |
|              |                |                |                |                |                |                |  |
| kwartfinale  | niet geplaatst | niet geplaatst | niet geplaatst | niet geplaatst | niet geplaatst | niet geplaatst |  |
|              |                |                |                |                |                |                |  |
| halve finale | niet geplaatst | niet geplaatst | niet geplaatst | niet geplaatst | niet geplaatst | niet geplaatst |  |
|              |                |                |                |                |                |                |  |
| finale       | niet geplaatst | niet geplaatst | niet geplaatst | niet geplaatst | niet geplaatst | niet geplaatst |  |

### Zwemmen
Mannen
| atleet        | onderdeel        | series  | series | halve finale   | halve finale   | finale         | finale         |
| atleet        | onderdeel        | tijd    | rang   | tijd           | rang           | tijd           | rang           |
| ------------- | ---------------- | ------- | ------ | -------------- | -------------- | -------------- | -------------- |
| Julio Horrego | 100 m schoolslag | 1.02,45 | 43     | niet geplaatst | niet geplaatst | niet geplaatst | niet geplaatst |
| Julio Horrego | 200 m schoolslag | 2.17,51 | 37     | niet geplaatst | niet geplaatst | niet geplaatst | niet geplaatst |

Vrouwen
| atlete        | onderdeel         | series  | series | halve finale | halve finale | finale         | finale         |
| atlete        | onderdeel         | tijd    | rang   | tijd         | rang         | tijd           | rang           |
| ------------- | ----------------- | ------- | ------ | ------------ | ------------ | -------------- | -------------- |
| Julimar Avila | 200 m vlinderslag | 2.15,36 | 16 Q   | 2.16,38      | 16           | niet geplaatst | niet geplaatst |